# 2007 في بلجيكا
فيما يلي قوائم الأحداث التي وقعت خلال عام 2007 في بلجيكا.

## رياضة
- 1 يناير – طواف فلاندرز 2007
- 16 سبتمبر – جائزة بلجيكا الكبرى 2007 الفائز كيمي رايكونن.

## أفلام
من الأفلام التي صدرت هذه السنة في بلجيكا:
- 1 يناير – 4 أشهر، 3 أسابيع ويومان من إخراج كريستيان مونغيو.
- 1 يناير – في انتظار الرجال من إخراج كاتي لينا ندياي.

## وفيات

### يونيو
- 24 يونيو – ليون جيك (مواليد 1947) لاعب كرة قدم بلجيكي.

### نوفمبر
- 26 نوفمبر – جون لادريار (مواليد 1921) فيلسوف بلجيكي.